# Foxy Lady
Foxy Lady (alternatywny tytuł Foxey Lady) – piosenka z 1967 roku nagrana przez założony w Londynie zespół The Jimi Hendrix Experience, która pochodzi z ich debiutanckiego albumu Are You Experienced (1967). W 2004 roku utwór został sklasyfikowany na 152. miejscu listy 500 utworów wszech czasów magazynu „Rolling Stone”.

## Personel
- Jimi Hendrix – gitara, śpiew
- Noel Redding – gitara basowa, wokal wspierający
- Mitch Mitchell – perkusja, wokal wspierający